# Stazione di Shin-Yamaguchi
La stazione di Shin-Yamaguchi (新山口駅?, Shin-Yamaguchi-eki) è una stazione ferroviaria della città di Yamaguchi, nella prefettura di Yamaguchi. È gestita da JR West ed è percorsa dal treno ad alta velocità Sanyō Shinkansen e dalle linee Sanyō, Yamaguchi e Ube.

## Storia
La stazione venne realizzata nel 1900 col nome di 小郡駅 (Ogōri-eki?), e dal 1975 iniziarono a transitare i primi Shinkansen. Il nome venne modificato in quello attuale nel 2003. Al momento è in corso un progetto di riqualificazione dei dintorni della stazione.

## Linee

### Treni
- JR West
  - Linea principale Sanyō
  - Linea Yamaguchi
  - Linea Ube
  - Sanyō Shinkansen